# Isla Cachagua
El monumento natural Isla Cachagua fue creado el 27 de junio de 1989, con una superficie de 4,5 ha. Pertenece a la provincia de Petorca, comuna de Zapallar (Chile). En 1979 fue declarado santuario de la naturaleza.
El islote Cachagua se encuentra ubicado frente al balneario de Cachagua, y está separado de la costa por un brazo de mar de unos 100 metros de ancho.
Las coordenadas medias de este sitio son 32° 35′ S y 71° 27′ O. La máxima altura en el islote es de unos 30 m s. n. m.

## Descripción y su fauna
También llamada isla de los Pingüinos. Ubicada en la parte norte de la playa, se encuentra un pequeño enclave de 5 hectáreas, separado por un brazo de mar de 100 metros de ancho que es un paraíso para las aves marinas. En ella habitan dos variedades especiales de pingüinos (Humboldt y Magallánico), que son únicas en esta parte del litoral chileno, al igual que grandes pelícanos (Pelecanus thagus), otras variedades como patos yecos (Phalacrocórax olivaceus) y las gaviotas (Larus dominicanus), acompañada también por una abundante población de nutrias marinas o chunchungos. Este escenario de fue declarado por su indudable belleza santuario de la naturaleza.
Por ser un lugar protegido no se permite desembarcar en ella. Esta limitación se basa en la necesidad de defender las especies animales que la habitan. En cambio, es posible observarla de más cerca en un paseo que bordea la isla en un bote de pescadores.

## Vías de acceso
- Desde Valparaíso: 75 km, 1 h 30’, por Ruta F – 30 – E.
- Desde Viña del Mar: 66 km, 1 h 20’, por Ruta F – 30 – E.
- Desde Santiago: 165 km, 2 h 45’, por Ruta 5 Norte, tomar la variante Nogales (F – 20), y luego empalmar con la Ruta F – 30 – E.

Cabe señalar que las rutas anteriores llegan hasta el balneario de Cachagua, pues este Monumento no está abierto para uso público, sino solamente para actividades de investigación previa solicitud a CONAF. Sin embargo, en la caleta de Zapallar se pueden contratar servicios de paseos en bote, cuando el tiempo lo permite, y rodear el islote para tomar fotografías de las aves marinas o paisajísticas desde la embarcación.

## Clima
Su tipo climático se clasifica como templado cálido con lluvias invernales, estación seca prolongada y gran nubosidad, que es el que se presenta en toda la costa de la región, haciéndose sentir incluso hacia el interior, a través de los valles.
La nubosidad se observa todo el año, con mayor intensidad en invierno, asociada a nieblas y lloviznas, lo que a su vez produce bajas amplitudes térmicas. La diferencia entre la temperatura media del mes más cálido y el más frío es de sólo 5º a 6 °C y la diferencia diaria entre las temperaturas máximas y las mínimas varía entre 7 °C en verano y sólo 5 °C en invierno.
Las precipitaciones superan los 350 mm anuales, aunque todavía existen 8 meses secos, en que llueve menos de 40 mm. En los 4 meses lluviosos (mayo a agosto), precipita más del 80% del total anual.